# 弗里德里希·冯·布克斯赫夫登
弗里德里希·冯·布克斯赫夫登（德語：Friedrich von Buxhoeveden；亦拼作Buxhoevden、Buxhœwden、Buxhöwden；1750年9月13日—1811年9月4日），俄文名費奧多爾·費奧多羅維奇·布克斯格夫登（羅馬化：Fyodor Fyodorovich Buksgevden），俄罗斯帝国将军，爱沙尼亚的波罗的海德意志人，曾参与奥斯特利茨战役，因醉酒部分导致第三次反法同盟的失败，亦曾指挥俄军参与芬兰战争。